# محله المحمودیه
المحمودیه (به عربی: المحمودية) یکی از محله‌های جنوبی و حومه‌ای شهر بغداد می‌باشد.
المحمودیه به عنوان دروازه ورود به بغداد شناخته می‌شود.